# Nordic gold

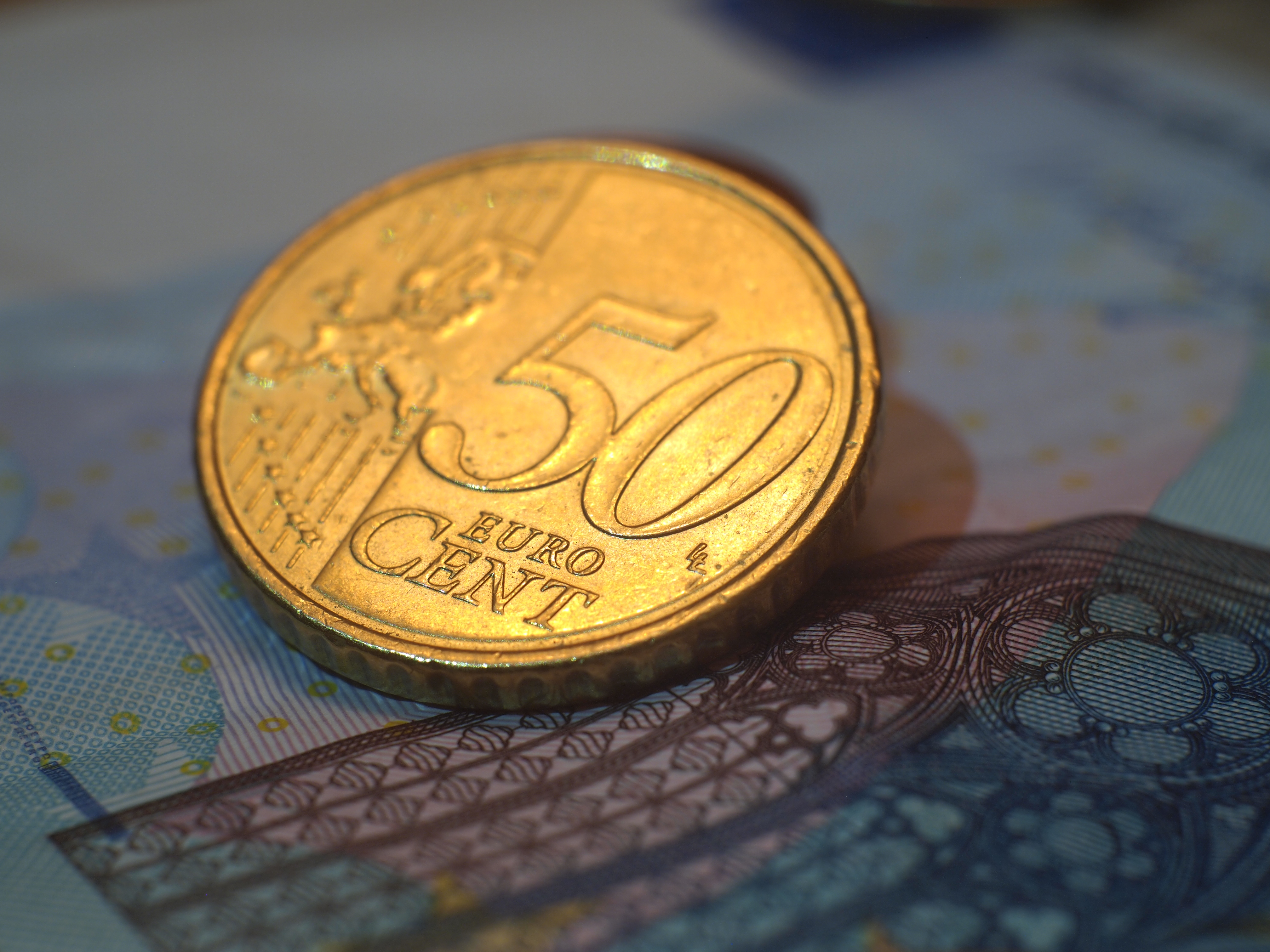
Moneta o nominale 50 eurocentów wykonana z nordyckiego złota.

Nordic gold (GN, NG, golden nordic, nordyckie złoto, CuAl5Zn5Sn1) – jest to stop 89% miedzi (Cu), 5% cynku (Zn), 5% aluminium (Al) oraz 1% cyny (Sn). Gold (Złoto) w nazwie nie oznacza, że ten stop zawiera chociaż śladową ilość złota, jest to tylko określenie koloru. Od prawdziwego złota stosunkowo łatwo go odróżnić ze względu na znacznie mniejszą gęstość (19,3 g/cm³ dla złota w czystej postaci, 8,5 g/cm³ dla NG).
Charakteryzuje się odpornością na śniedzenie, ma właściwości przeciwbakteryjne, nie powoduje reakcji alergicznych i jest łatwy w formowaniu. Sprawiło to, że znalazł zastosowanie w produkcji monet. W Polsce był używany do produkcji monet okolicznościowych (obiegowych) o nominale 2 zł. Z tego stopu są również wybijane eurocenty (10, 20, 50) oraz 10-koronówki w Szwecji.